# Javazm
Javazm (persiska: جوزم) är en ort i Iran.   Den ligger i provinsen Kerman, i den centrala delen av landet, 700 km sydost om huvudstaden Teheran. Javazm ligger 2 194 meter över havet och antalet invånare är 7 949.
Terrängen runt Javazm är huvudsakligen kuperad, men den allra närmaste omgivningen är platt.Runt Javazm är det mycket glesbefolkat, med 7 invånare per kvadratkilometer. Javazm är det största samhället i trakten. Omgivningarna runt Javazm är i huvudsak ett öppet busklandskap.